# 申道士
申道士（葡萄牙語：Nuno Rodrigues dos Santos，澳葡官定譯名為申道士；1910年3月13日—1984年4月5日），葡萄牙政治人物，社會民主黨籍，曾任共和國議會代副議長。
1980年6月30日，他獲授予自由勳章。